# 陳琳 (東漢)
陳琳（？—217年），字孔璋，廣陵射陽（今江蘇扬州东北）人。東漢時期文學家。“建安七子”之一。

## 生平

### 勸諫何進
漢靈帝末年，陳琳任大將軍何進主簿，中平六年（189年）何進因何太后拒絕交出宦官，而欲招引諸侯入宮作兵諫。陳琳以「掩目捕雀」諷刺何進自己騙自己，認為應閃電殺進宮中，引外兵入宮只會招來大亂。結果何進先被宦官殺害，而召來的董卓的確令天下大亂。

### 文采飛揚
後避難至冀州，入袁紹幕僚。袁紹的軍中文書，多出其手。最著名的是《為袁紹檄豫州文》，文中歷數曹操的罪狀，詆斥及其父祖，極富煽動力。建安五年（200年），官渡之戰，袁紹大敗。其後陳琳營救了拒絕出仕袁紹兩子袁尚及袁譚以致被囚禁的崔琰。曹操圍袁尚時，袁尚曾派遣陳琳求降，但被曹操拒絕。後陳琳為曹軍俘獲。

### 曹操惜才
曹操愛其才，署為司空军谋祭酒，曹操军队的檄文大多出自陈琳和阮瑀之手。建安二十二年（217年）疫疾大作，與徐幹、應瑒、劉楨等人同染疫疾而亡。明代張溥輯有《陳記室集》，收入《漢魏六朝百三家集》中。

## 評價
- 曹操長年以來有嚴重偏頭痛毛病，甚至有痛到在地上打滾的紀錄，一日曹操頭痛症犯，強忍苦楚批閱陳琳奏章，陳的絕妙文筆讓曹操看得入神連頭痛都忘了，之後曹操以此事開玩笑稱讚陳琳妙筆生花可治頭痛，後引申為成語「文癒頭風」。
- 典論作者曹丕評曰：「今之文人，魯國孔融文舉，廣陵陳琳孔璋，山陽王粲仲宣，北海徐幹偉長，陳留阮瑀元瑜，汝南應瑒德璉，東平劉楨公幹：斯七子者，於學無所遺，於辭無所假，咸以自騁驥騄於千里，仰齊足而並馳。以此相服，亦良難矣。」
- 曹植：“昔仲宣独步于汉南，孔璋鹰扬于河朔，伟长擅名于青土，公干振藻于海隅，德琏发迹于大魏，足下高视于上京。当此之时，人人自谓握灵蛇之珠，家家自谓包荆山之玉，吾王于是设天网以该之，顿八纮以掩之，今尽集兹国矣。然此数子犹复不能飞翰绝迹，一举千里。以孔璋之才，不闲于辞赋，而多自谓能与司马长卿同风，譬画虎不成反为狗也，前书嘲之，反作论盛道仆赞其文。夫钟期不失听，于今称之，吾亦不能妄叹者，畏后世之嗤余也。”
- 陳琳的五言詩妙絕當時，有「五琳七幹」（五言詩有陳琳、七言詩有徐幹）之稱。名篇如《水寒曲》等。
- 臧洪：“行矣孔璋！足下侥利于境外，臧洪授命于君亲；吾子托身于盟主，臧洪策名于长安。子谓余身死而名灭，仆亦笑子生死而无闻焉，悲哉！”
- 陈寿：“昔文帝、陈王以公子之尊，博好文采，同声相应，才士并出，惟粲等六人最见名目。”（《三国志·魏书·王卫二刘傅传第二十一》）
- 韦仲：“孔璋实自粗疏……如是彼为，非徒以脂烛自煎糜也，其不高蹈，盖有由矣。然君子不责备于一人，譬之朱漆，虽无桢干，其为光泽亦壮观也。”
- 刘熙：“遒文壮节，于汉季得两人焉，孔文举、臧子源是也。曹子建、陈孔璋文为建安之杰，然尚非其伦比。”
- 颜之推：“陈孔璋居袁裁书，则呼操为豺狼；在魏制檄，则目绍为蛇虺。在时君所命，不得自专，然亦文人之巨患也，当务从容消息之。”
  - “然而自古文人，多陷轻薄：…；陈琳实号粗疏；繁钦性无检格；… 凡此諸人，皆其翹秀者，不能悉紀，大較如此。”（《颜氏家训》）
- 温庭筠：“曾于青史见遗文，今日飘蓬过此坟。词客有灵应识我，霸才无主始怜君。石麟埋没藏春草，铜雀荒凉对暮云。莫怪临风倍惆怅，欲将书剑学从军。”
- 吴融：“冀州飞檄傲英雄，却把文辞事邺宫。纵道笔端由我得，九泉何面见袁公。”
- 吴棫：“在建安诸子中字学最深。几三千言，用韵极奇古，尤为难知。”
- 倪志涧：“陈琳、阮瑀，文帝称其为书记表章之隽，展其翩翩之才，而琳尤健爽。七子之散文，孔融可以比肩王粲，而陈琳次之；其余则难以伯仲矣。”
- 卢弼：“陈琳料事之明，与魏武不谋而合，英雄所见，大略相同，宜魏武之爱其才也。”

## 藝術形象

### 影視
- 1994年电视剧 《三国演义》：王涛饰演陈琳
- 1994年歌仔戏《楊麗花歌仔戲洛神》：陈升琳饰演陈琳
- 1999年电视剧《曹操》：王宽饰演陈琳
- 2010年电视剧《三国》：張遙函飾演陳琳
- 2013年电视剧《新洛神》：贺镪饰演陈琳
- 2014年电视剧《曹操》：扮演者不详

### 動漫作品
- 《蒼天航路》（王欣太）